# Pingasa porphyrochrostes
Pingasa porphyrochrostes là một loài bướm đêm trong họ Geometridae.